# 2003年度香港名牌選舉得獎名單
2003年度香港香港名牌選舉於2004年在工展會頒發。

## 香港十大名牌得獎品牌
- 金至尊
- 淘大食品
- 幸福
- 金像牌
- 点点綠
- 美心食品
- 八達通
- 修身堂
- 屈臣氏蒸餾水
- 味源

十大名牌榮譽獎
- 余仁生
- GP超霸
- 獅球嘜

最具潛質品牌
- 嶺南

網上最受歡迎品牌
- 修身堂